# Empresa de cobros
Una empresa de cobros o "compañía de colección" es una empresa encargada de cobrar deudas impagadas. Las compañías de colección tienen ciertas características que las dividen entre sí.
Generalmente trabajan para los acreedores originales a los cuales se les debe la deuda, aunque también compran deudas antiguas.
Una compañía de colección tiene su ganancia sobre la base de cuánto dinero puede captar de un deudor. Por ejemplo si un deudor tenía una deuda con algún banco de 1000 dólares, el acreedor tiene el derecho de cobrar 1000 más intereses, si es que esta compañía compró la deuda. En ocasiones el acreedor original le permite al colector cobrar intereses y lo extra que cobren puede ser parte de los honorarios.
Las más comunes son las que son parte del acreedor original. Generalmente es una división dentro de la misma financiera o banco. Tienen opciones de pago y hasta en ocasiones te ofrecen darte la misma tarjeta o cuenta si pagas el balance completo de la deuda.
Las compañías de colección subcontratadas, son aquellas que como su nombre lo dice se dedican a ofrecer sus servicios de colección a instituciones que ofrecen crédito. Estas compañías solo cobran honorarios si pueden recuperar una cantidad mínima de la deuda. Si son subcontratadas y no pueden cobrar la deuda, generalmente el acreedor original recuperara la deuda y podría tener dos opciones, uno, asignar la cuenta a otro colector o simplemente vender la cuenta a una compañía de colección.
Las compañías de colección que compran deudas son más comunes de lo que se puede pensar. De hecho es el negocio más grande que una colección puede hacer ya que pueden comprar una deuda de un dólar en 1 centavo. La ganancia es completamente para ellos, ya que compraron una deuda que el acreedor original ya castigó o declaró como perdida. El colector al ser dueño de la cuenta, puede mantener la cuenta por el tiempo que desee, pero, lo más común si es que no pueden cobrar ni un centavo o una pequeña parte, es que la vendan una vez más. Una cuenta puede venderse entre colectores las veces que se desee, ya que el colector tiende a ser el dueño.